# رودلف باول
رودلف باول (بالألمانية: Rudolf Paul)‏ (30 يوليو 1893 في غيرا - 28 فبراير 1978 في فرانكفورت)، كان محامي وسياسي ألماني. درس القانون في برلين ولايبزيغ ومارس المحاماة في غيرا. كان عضواً في الحزب الديمقراطي الألماني حتى تم حله في عام 1933. في ظل النظام النازي كان محظوراً من ممارسة مهنته. تم تعيين بول عمدة لغيرا في 7 مايو 1945 من قبل حاكم المدينة الأمريكي. بعد الانسحاب الأمريكي من تورينغن، عينته الإدارة العسكرية السوفيتية رئيساً لوزراء ولاية تورينغن في 16 يوليو 1945. أصبح عضوًا في حزب الوحدة الاشتراكية الألماني في عام 1946. في 1 سبتمبر 1947 هرب إلى منطقة الاحتلال الأمريكي.

## وصلات خارجية
- رودلف باول على موقع مونزينجر (الألمانية)